# Donovan
Donovan, pseudonimo di Donovan Phillips Leitch (Glasgow, 10 maggio 1946), è un cantautore e musicista britannico.
Si fece conoscere presso il grande pubblico con Catch the Wind, partecipando a numerosi programmi televisivi come Ready Steady Go!. Grazie al successo del brano si esibì anche in America in alcune apparizioni televisive e al Newport Folk Festival del 1965, dove duettò con Joan Baez nella sua Colours. Fu lanciato come "risposta britannica" a Bob Dylan, sebbene con l'album Sunshine Superman, dalle forti tinte psichedeliche, abbia dimostrato di saper andare al di là di questo cliché.

## Biografia
Nel suo primo periodo musicale le sue composizioni erano in puro stile folk, eseguite con sola voce e con uno stile di chitarra acustica appreso da musicisti della scena di Glasgow, come Dirty Hugh, Mac Macleod o Mick Softley. La stampa lo descrisse come "Il Bob Dylan britannico" (The British Bob Dylan), attirando l'attenzione del cantautore americano durante il suo tour inglese del 1965. Il film documentario Dont Look Back, girato nel corso di questo tour, mostra un Dylan interessato a saperne di più sul giovane scozzese, al quale non risparmia però qualche battuta sarcastica. Il film mostra anche il primo incontro tra i due, in una stanza d'albergo trasformata in bivacco alcolico. Il timido ed educato Donovan esegue To Sing for You la cui dolce melodia ricorda molto lo stile delle prime canzoni del rivale. Dylan, trincerato dietro i suoi occhiali da sole, lo ascolta pronunciando parole di apprezzamento, e poi acconsente alla richiesta dello scozzese di suonare It's All Over Now, Baby Blue, il suo ultimo singolo, uscito circa un mese prima. Ma nonostante i primissimi lavori di Donovan richiamassero in maniera esplicita lo stile di Dylan e di Woody Guthrie, il tempo dimostrerà presto le loro differenze.
Già dal 1966, con l'assistenza del produttore Mickie Most (The Who, Cat Stevens ed altri), e del musicista e arrangiatore John Cameron, Donovan incide Sunshine Superman con sonorità psichedeliche che si discostano completamente dallo stile acustico che aveva caratterizzato l'artista agli esordi. A queste registrazioni parteciperanno musicisti come Jimmy Page e John Paul Jones (futuri membri dei Led Zeppelin) e Shawn Phillips. Il 3 settembre dello stesso anno la rivista Cash Box premia Sunshine Superman di Donovan come miglior singolo (che raggiunge la vetta della Billboard Hot 100). Il brano raggiunge anche la seconda posizione in Australia, Canada, Paesi Bassi e Regno Unito, la quarta in Irlanda, la settima in Germania e la nona in Francia.
Il successo è ormai consolidato in entrambe le sponde dell'Atlantico e Donovan è quasi sempre presenza fissa in classifica. Tra il 1967 e il 1968 Donovan sforna molti dei suoi classici come Mellow Yellow, Wear Your Love Like Heaven, Jennifer Juniper (della quale verrà anche incisa una versione in lingua italiana, su testo di Paolo Limiti) e Hurdy Gurdy Man. Sempre nel 1968 l'artista, deciso anch'egli a seguire la dottrina dello yogi Maharishi Mahesh, raggiunge i Beatles in India; della comitiva in pellegrinaggio fanno parte anche il cantante dei Beach Boys Mike Love e l'attrice Mia Farrow.
Nel 1969, comparve e cantò nel film Se è martedì deve essere il Belgio, nella parte minore di un cantante in un ostello. In quell'anno registra Barabajagal con l'ausilio del Jeff Beck Group, la band del chitarrista transfuga dagli Yardbirds; del gruppo faceva parte anche il futuro chitarrista dei The Rolling Stones, Ron Wood. Al disco segue una rottura con il produttore Mickie Most, che si ricomporrà solo qualche anno più tardi. Barabajagal è l'ultimo grande successo da classifica di Donovan, e anche se molti eseguono cover dei suoi brani (la stupenda versione di Season of the Witch sull'album Supersession di Mike Bloomfield, Al Kooper e Stephen Stills ne è la testimonianza), la sua carriera ha iniziato la parabola discendente.
Gli anni settanta iniziano in sordina con gli l'album Open Road (1970) e HMS Donovan (1971), buoni dischi ma ormai lontani dai successi di solo tre o quattro anni prima. Roots of Oak, una delle canzoni contenute in Open Road, fu scelta in Italia come sigla iniziale dello sceneggiato televisivo Un certo Harry Brent del 1970. L'artista prosegue comunque in maniera coerente e dignitosa il suo percorso, tra continui concerti, tour esteri e collaborazioni con altri artisti fino a metà anni '80.
Tra numerose collezioni celebrative pubblicate negli anni, per nuovo materiale di Donovan bisognerà aspettare il 1996 con l'uscita di Sutras, prodotto da Rick Rubin, noto produttore tra gli altri di Red Hot Chili Peppers, Johnny Cash e Beastie Boys.
Dopo l'album per bambini Pied Piper del 2002, è il momento del ritorno e nel 2004 Donovan pubblica l'album Beat Cafe, prodotto da John Chelew, alle cui registrazioni partecipano noti session-man come il batterista Jim Keltner.

### Il cinema
In un'intervista pubblicata nel 2025 sul numero estivo di Cahiers du cinéma, Donovan, di passaggio a Parigi per un concerto in occasione del sessantesimo anniversario della sua carriera, ha avuto occasione di soffermarsi sul film Il pifferaio di Hamelin  di Jacques Demy, al cinema Panthéon, che l'anno prima aveva dedicato un'edizione speciale allo stesso regista. Donovan racconta la facilità con la quale si coinvolse nella realizzazione delle musiche del film, collaborando con l'arrangiatore Kenny Clayton. Nell'intervista aggiunge che una canzone, così come per i Beatles con i quali spesso parlava, dal punto di vista dell'autore compositore, è un film in tre minuti.

### Vita privata
Donovan è padre della cantante Astrella Celeste, nota in Italia come "Astrella D" e per la partecipazione al Festival di Sanremo 1982 e dell'attrice Ione Skye, che ha sposato il cantante australiano Ben Lee nel 2008.

## Discografia

### Album in studio
1965 - Golden Hour of Donovan
- 1965 – What's Bin Did and What's Bin Hid
- 1965 – Fairytale
- 1966 – Sunshine Superman
- 1967 – Mellow Yellow
- 1967 – A Gift from a Flower to a Garden
- 1968 – The Hurdy Gurdy Man
- 1969 – Barabajagal
- 1970 – Open Road
- 1971 – HMS Donovan
- 1973 – Cosmic Wheels
- 1973 – Essence to Essence
- 1974 – 7-Tease
- 1976 – Slow Down World
- 1977 – Donovan
- 1980 – Neutronica
- 1981 – Love Is Only Feeling
- 1984 – Lady of the Stars
- 1993 – One Night in Time
- 1994 – The Children of Lir
- 1996 – Sutras
- 2004 – Beat Cafe
- 2005 – Brother Sun, Sister Moon
- 2006 – Laleña 9 Tracks Reworked
- 2010 – Ritual Groove
- 2022 - Gaelia

### Album dal vivo
- 1968 – Donovan in Concert
- 1973 – Live in Japan: Spring Tour 1973
- 1990 – Rising (UK) / The Classics Live (U.S.) / 25 Years in Concert (Paesi Bassi)
- 2001 – Rising Again
- 2001 – Greatest Hits Live: Vancouver 1986
- 2006 – In concert - The Complete Anaheim 1967 Show
- 2006 – Classic Lives Reworked

### Raccolte
- 1966 - The Real Donovan (U.S.)
- 1967 - Universal Soldier (UK)
- 1968 - Like It Is, Was, and Evermore Shall Be (U.S.)
- 1969 - A Touch of Music a Touch of Donovan (Germania Ovest)
- 1969 - The World of Donovan (UK)
- 1969 - Donovan's Greatest Hits
- 1969 - The Best of Donovan (U.S.)
- 1970 - Donovan P. Leitch (U.S.)
- 1971 - Catch the Wind (UK)
- 1971 - Hear Me Now (U.S.)
- 1971 - Golden Hour of Donovan (UK)
- 1972 - The World of Donovan (U.S.)
- 1972 - Colours (UK)
- 1973 - Early Treasures (U.S.)
- 1977 - Donovan File (UK)
- 1983 - Minstrel Boy
- 1986 - Catch the Wind (UK)
- 1987 - Colours (UK)
- 1988 - The Very Best of Donovan (Spagna)
- 1989 - Donovan's Greatest Hits and More
- 1990 - The Collection
- 1991 - Colours
- 1992 - Troubadour: The Definitive Collection 1964–1976
- 1993 - The Early Years
- 1993 - Sunshine Superman: 18 Songs of Love and Freedom
- 1996 - Wonderful Music of Donovan (Portogallo)
- 1997 - Mellow
- 1998 - Love Is Hot, Truth Is Molten (Australia)
- 1999 - Atlantis Calling
- 2000 - Summer Day Reflection Songs
- 2002 - Celtia
- 2002 - Pied Piper (contiene registrazioni risalenti al 1971)
- 2004 - Sixty Four (contiene registrazioni inedite risalenti al 1964)

### Singoli
- 1965 - Catch the Wind/Why Do You Treat Me Like You Do
- 1965 - Colours/Josie
- 1965 - Universal Soldier/Do You Hear Me Now
- 1966 - You're Gonna' Need Somebody on Your Bond/The Little Tin Soldier
- 1966 - To Try For The Sun/Turquoise
- 1966 - Sunshine Superman/The Trip
- 2021 - I am the shaman (con David Lynch)

## Filmografia

### Cinema
- Se è martedì deve essere il Belgio (If It's Tuesday, This Must Be Belgium), regia di Mel Stuart (1969)
- Il pifferaio di Hamelin (The Pied Piper), regia di Jacques Demy (1972)
- Sgt. Pepper's Lonely Hearts Club Band, regia di Michael Schultz (1978)

### Televisione
- Grey's Anatomy – serie TV, episodio 2x14 (2006)